# Byzantsko-seldžucké války
Byzantsko-seldžucké války byly sérií několika velkých bitev, které rozhodovaly poměr sil v oblasti Anatolie a Sýrie mezi Byzantskou říší a říší seldžuckých Turků. Turečtí nájezdníci pocházející ze stepí střední Asie používali taktiky podobné, jako kdysi Hunové útočící na Římskou říši kombinované s muslimskou zanícenou bojovností; v mnoha ohledech Seldžukové Byzanci zaujali místo muslimských rivalů Byzance, kteří s Byzancí bojovali od byzantsko-arabských válek započaté volenými, umajjovskými i abbásovskými chalífy v Levantě, severní Africe i Anatolii.
V současnosti se jako na rozhodující zlom v byzantsko-seldžuckých válkách nahlíží na bitvu u Mantzikertu roku 1071; nicméně stav byzantského vojenství byl pochybný již před rokem 1071 a turecké nájezdy na byzantské teritorium probíhaly v době hroutícího se themního systému. Dokonce ani po porážce u Mantzikertu byzantská moc v Anatolii nepadla okamžitě, ani Turci své poražené protivníky vyloženě nepronásledovali – trvalo dalších dvacet let než Turci ovládli téměř celý poloostrov, a ta vláda netrvala dlouho.
V rámci tureckých výbojů směřovaly útoky Seldžuků Fátimovskému chalífátu v Egyptě, když Turci vtrhli do Palestiny a dobyli Jeruzalém. Válka proti Fátimovcům však v pohledů Tzurků byla něčím víc než válka proti Byzanci – byla džihádem, svatou válkou. Turci, kteří do islámského světa vstoupili z východu přijali sunnitskou podobu islámu a na šíitské Fátimovce pohlíželi jako na heretiky. Bitva u Mantzikertu se však stalo podnětem pro byzantského císaře Alexia I., který požádal o pomocné sbory papeže Urbana II., který roku 1095 vyhlásil první křížovou výpravu, jejímž cílem se stal právě Jeruzalém. Ačkoliv křižáci nevstoupili do byzantského žoldu, jak si Alexios představoval, sto let po bitvě u Mantzikertu se Byzantincům i s křižáckou pomocí podařilo ovládnout rozsáhlá anatolská území, zejména při pobřeží a Turky zatlačit do vnitrozemí a rozšířit byzantský vliv až do oblastí Palestiny a Egypta. Později již byzantinci nebyli schopni dalších křížových výprav využít ve svůj prospěch a nakonec čtvrtá křížová výprava pod vlivem Benátek dobyla samotnou Konstantinopol. Byzantský dvůr v exilu vybudoval v Anatolii Nikájské císařství. Seldžuckým Turkům se podařilo od oslabeného Nikájského císařství získat část území pro vlastní Ikonyjský sultanát (zvaný též Rúmský), později ale sám sultanát padl do rukou Mongolům, což vedlo k vzestupu gházíů a nakonec k počátku byzantsko-osmanským válkám.

## Historické pozadí

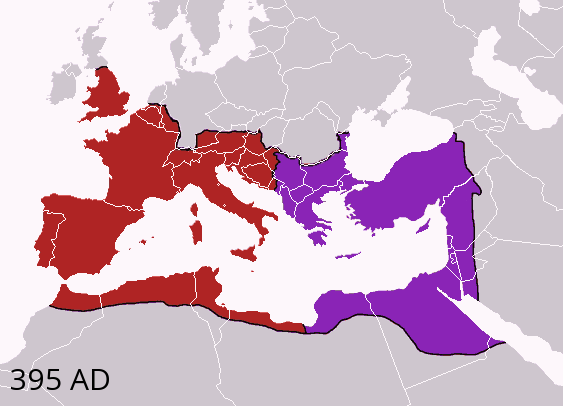
Rozdělení říše císařem Theodosiem I. roku 395

Vzdálené počátky seldžucko-byzantských válek leží až u pádu Římské říše a úsvitu Byzance ve 4. století. Ještě před utvořením byzantské sféry ve východní části Římské říše, čelila říše několika vojenským a politickým krizím; politické vraždy a nebezpečné kampaně vedly k vystřídání 32 císařů na trůně v období 50 let. Ještě větší problémy pro impérium představovaly špatný stav ekonomiky a demografické problémy. Populace říše začala ve 4. století upadat kvůli nedostatku dobyvačných válek a s tím spojeným nedostatkem otroků, kteří tvořili nezbytnou součást římské populace. Reformy císařů Konstantina Velikého a Theodosia I. prodloužily existenci Římské říše, ale již roku 395 byla císařem Theodosiem I. rozdělena na Západní a Východní část. Západořímská říše nedokázala čelit náporu barbarů a roku 476 zanikla, zatímco Východořímská říše přečkala a začala se postupně helénizovat a transformovat se v Byzantskou říši. Na rozdíl od Západu nezakusila Východní část říše tak silné barbarské nájezdy, ačkoliv války s Huny a Peršany držely východořímské císaře zaměstnané a držely je od jakýchkoliv pokusů o znovudobytí nějakých pozic na Západě.
V období 7. a 8. století byzantská říše vedla mnohé války s novou hrozbou a ztratila tak mnohé důležité provincie v Egyptě, Levantě a Africe. Byzantské vzchopení za vlády Makedonské dynastie dovolilo pro Byzanc znovudobýt některá území v Sýrii a Mezopotámii; zvláště pak za vlády císaře Basileia II., který na přelomu 10. a 11. století Byzanc přetvořil v nejmocnější stát tehdejšího světa.

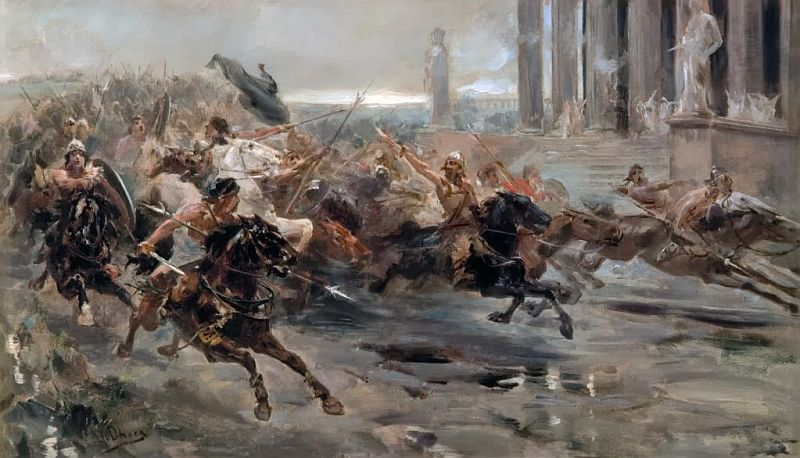
Vpád Hunů vedených Attilou do Itálie, 19. století

Navzdory těmto úspěchům však byla říše neustále v ohrožení. Po smrti Basileia II. se na trůnu vystřídalo množství císařů, kteří však nebyli schopni Byzanc ochránit před nepřáteli zvenčí. Největší nebezpečí pro Byzantskou říši od konce válek s Araby představovala invaze Turků na Blízký východ. Turecké kmeny kočovaly v Persii a Mezopotámii. Některé kmeny v období 7. a později 8. století postupně přijaly islám a staly se zanícenými bojovníky ve službách islámu. Turci nebyli jednotným národem, dělili se na množství více či méně mocných kmenů a zdaleka ne všichni Turci přijali islám; mnohdy Turci konvertovali od islámu k jiné víře, což arabští muslimové nikdy nedělali.
Zatímco se Byzantinci v 10. století plně soustředili na boj proti Arabům, v Persii se zatím chopila moci turkická dynastie Ghaznovců. Migrace seldžuckých Turků v Persii nakonec v 10. století vedla k pádu Ghaznovců v Persii, zatímco Seldžuci si osvojili perskou kulturu i jazyk. Moc Seldžuků začala růst a roku 1055 se turecké jednotky zmocnily Bagdádu a s ním i Abbásovského chalífátu. Turci se postavili do chalífových služeb, zároveň však zcela ovládali nejvyšší státní funkce a nezřídka svrhávali a dosazovali chalífy dle svých zájmů. Svou pozornost nyní zaměřili proti nepřátelskému chalífátu Fátimovců i proti Byzantské říši. Turci pod prapory Abbásovců vpadli do Fátimovci ovládané Palestiny a roku 1071 dobyli Jeruzalém.

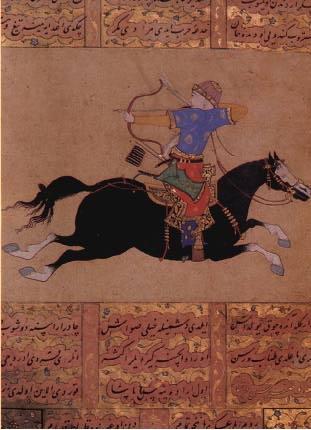
Saracénský jízdní lučištník ze středověké turecké kroniky

Ke kontaktům mezi Byzantinci a Seldžuky v období mezi smrtí Basileia II. a tureckého dobytí Bagdádu prakticky nedocházelo. Nicméně jako důsledek jiného konfliktu, války Byzantinců s Gruzií, Byzantinci zasáhli do oblasti, kde i Seldžuci měli své zájmy a byzantsko-gruzínská válka byla v některých ohledech ovlivněna tureckými nájezdy do Gruzie. Když Turci opět zaměřili svou pozornost na Byzantskou říši, zvolili pro útok vhodnou chvíli; vláda v Konstantinopoli byla slabá a čelila na západních hranicích útokům Normanů, zatímco Abbásovci byli oslabeni schismatem a válkou s Fátimovci.

## První konflikty: 1064–1071
V polovině 11. století, přibližně v době počátku tureckého dobytí Bagdádu, Byzantinci podnikli několik tažení na východ a získali Edessu na horním Eufratu a další území v Sýrii. Roku 1067 Turci vtrhli do Anatolie a napadli pisidijskou Antiochii a roku 1069 i Iconium. Byzantský protiútok podniknutý roku 1069 však tureckou invazi dokázal zastavit a další byzantské ofenzivy zatlačily Turky zpět na východ přes Eufrat.

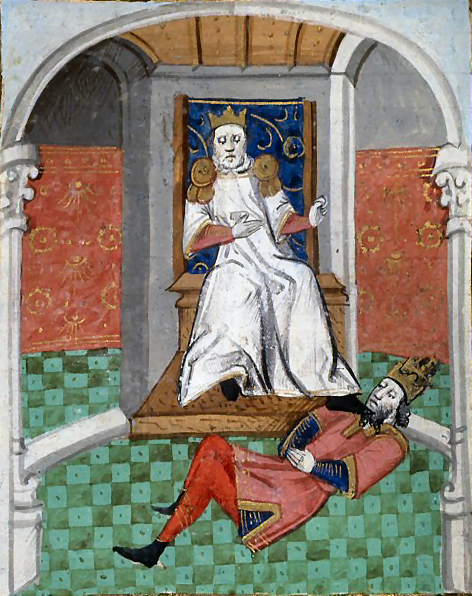
Sultán Arp Arslan ponižuje zajatého císaře Romana Diogena, středověký francouzský rukopis

Turky neúspěch velké invaze ale neodradil, omezili se však na drobné nájezdy na byzantská území. Turecké jednotky tvořila zpravidla lehká jízda, díky čemuž byli velice pohybliví a místní byzantské posádky zahrnující pěchotu jim tak prostě nestačily. Turci území většinou jen drancovali, ale nedrželi a jak rychle přišli, tak i zmizeli bez toho, že by se s byzantskými jednotkami skutečně utkali. Roku 1071 se Turkům vedeným sultánem Arp Arslanem podařilo zmocnit města Mantzikert a císař Romanos IV. Diogenes proti Turkům vytáhl s obrovskou byzantskou armádou ve snaze zlikvidovat tureckou hrozbu a získat pro sebe prestiž velkého vojevůdce, čímž by posílil svou moc, nicméně byzantský vliv se na západních hranicích v Itálii hroutil pod náporem Normanů. Byzantincům se podařilo znovudobýt Mantzikert, ale následná bitva s tureckými vojsky pro Byzantince dopadla katastrofálně; Byzantinci se nechali vlákat to léčky, armáda byla zničena a sám císař byl zraněn a zajat. Turci poté Mantzikert znovu rychle obsadili. Z této porážky se Byzantská říše již nikdy nevzpamatovala, nicméně samotná bitva neznamenala pro Byzanc okamžitou rozsáhlou územní ztrátu. V říši však jednotliví generálové začali soupeřit o uprázdněný trůn a v zemi se rozpoutal chaos. To podnítilo turecké kmeny aby houfně začali migrovat do Anatolie a trvale ji kolonizovat.

## Seldžucký postup: 1071–1096
Bezprostředně po bitvě po Mantzikertu Seldžukové zkoncentrovali své síly na svých východních, které ohrožovali Fátimovci, kteří právě čelili abbásovskému útoku v Palestině, ačkoliv sultán Arp Arslan povzbuzoval menší spřátelené turecké skupiny, Beyliky, a další vazaly, aby táhli a obsadili Anatolské vnitrozemí – centrum byzantské moci. Mnoho Byzantinců v porážce nevidělo porážku rozhodující pro existenci impéria, nepochybovali že se jim podaří ztracená území dobýt zpět. Když Turci začali postupovat do nitra Anatolie, začali se byzantští Řekové ve velkých městech stavět na odpor a nějaký čas se jim dařilo se udržet, ale ztráta spojení mezi Konstantinopolí a anatolskými městy znamenala jejich neodvratný pád. Rozšíření Turků po Anatolii usnadnila i občanská válka mezi jednotlivými byzantskými uchazeči o trůn (ke kterým se po svém propuštění ze zajetí přidal i Romanos Diogenes), kteří si Turky najímali jako žoldnéře do svých armád. Ti tak získávali na území říše vysoké funkce a zmocňovali se vlády v byzantských velkoměstech; roku 1078 nechal jeden z uchazečů o trůn obsadit Nikaiu svými tureckými žoldnéři, jejichž velitel se města zmocnil po uchazečově smrti.

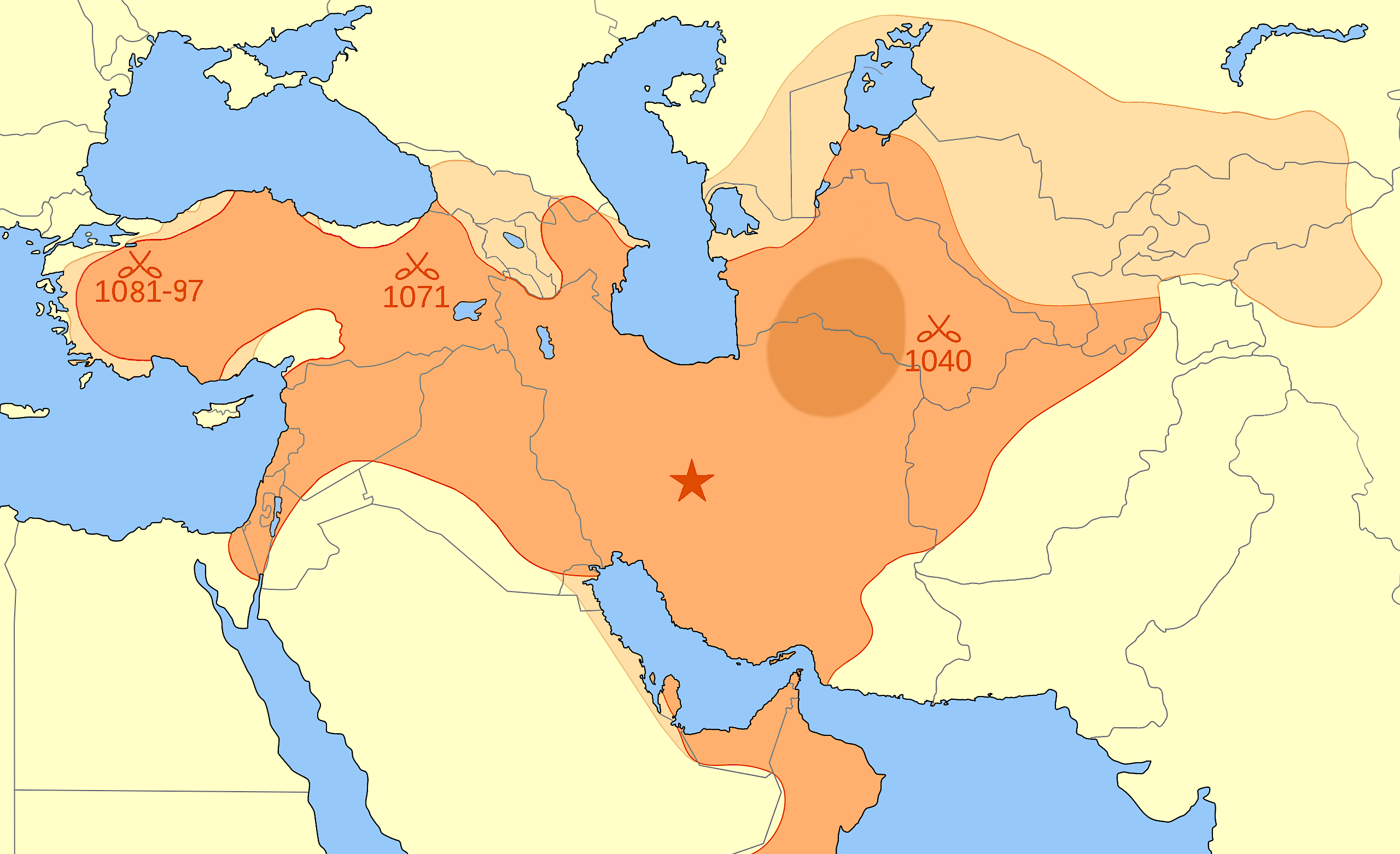
Území ovládané Seldžuky v době smrti sultána Malikšáha (1092)

Ztráta měst jako Nikaia a dalších vedla k prodloužení války. Na byzantský trůn nakonec roku 1081 nastoupil Alexios Komnenos, velitel císařských vojsk v Anatolii, který se sám zapojil do občanské války a porazil své rivaly. Alexios se ukázal jako schopný vládce, který si dokázal udržet trůn, ale navzdory jeho kvapným reformám Byzanc přišla roku 1084 o další města. Přístavní město Smyrna ovládl jeden z tureckých náčelníků, který ze Smyrny vytvořil základnu svého pirátského loďstva. Téhož roku do tureckých rukou padla i syrská Antiochie. Antiochii od roku 1078 držel byzantský generál arménského původu, který vládl jako vazal Turků a roku 1084 po generálově smrti jeho syn Antiochii prodal sultánu Maliku Šáhovi. Roku 1091 padl i zbytek měst, která se stále hlásila k Byzanci. Ne všechna padla do rukou Turků, v oblasti Kilíkie operovala a byzantské pozice dobývala různá křesťanská arménská knížata, která s Byzantinci nikdy neměla nejlepší vztahy.
Roku 1094 se Alexios obrátil na papeže Urbana II. s žádostí o žoldnéře do byzantské armády, poukazujíc na utrpení východních křesťanů pod jhem Turků, ačkoliv mu jednoznačně šlo o znovudobytí byzantských pozic na východě. Urban II., který si uvědomoval, že Turci představují nebezpečí i pro latinskou Evropu pomoc slíbil. Na koncilu v Clermontu jeho plamenná výzva a argumentace znesvěcováním posvátných křesťanských míst v Palestině a myšlenka expedice na obranu křesťanství proti islámské agresi vyvolala velký ohlas mezi Evropany. Již následujícího roku ze západní Evropy vyrazily nejprve lidová, a poté i křížová výprava evropských rytířů.

## Vývoj konfliktu na pozadí první křížové výpravy: 1096–1118

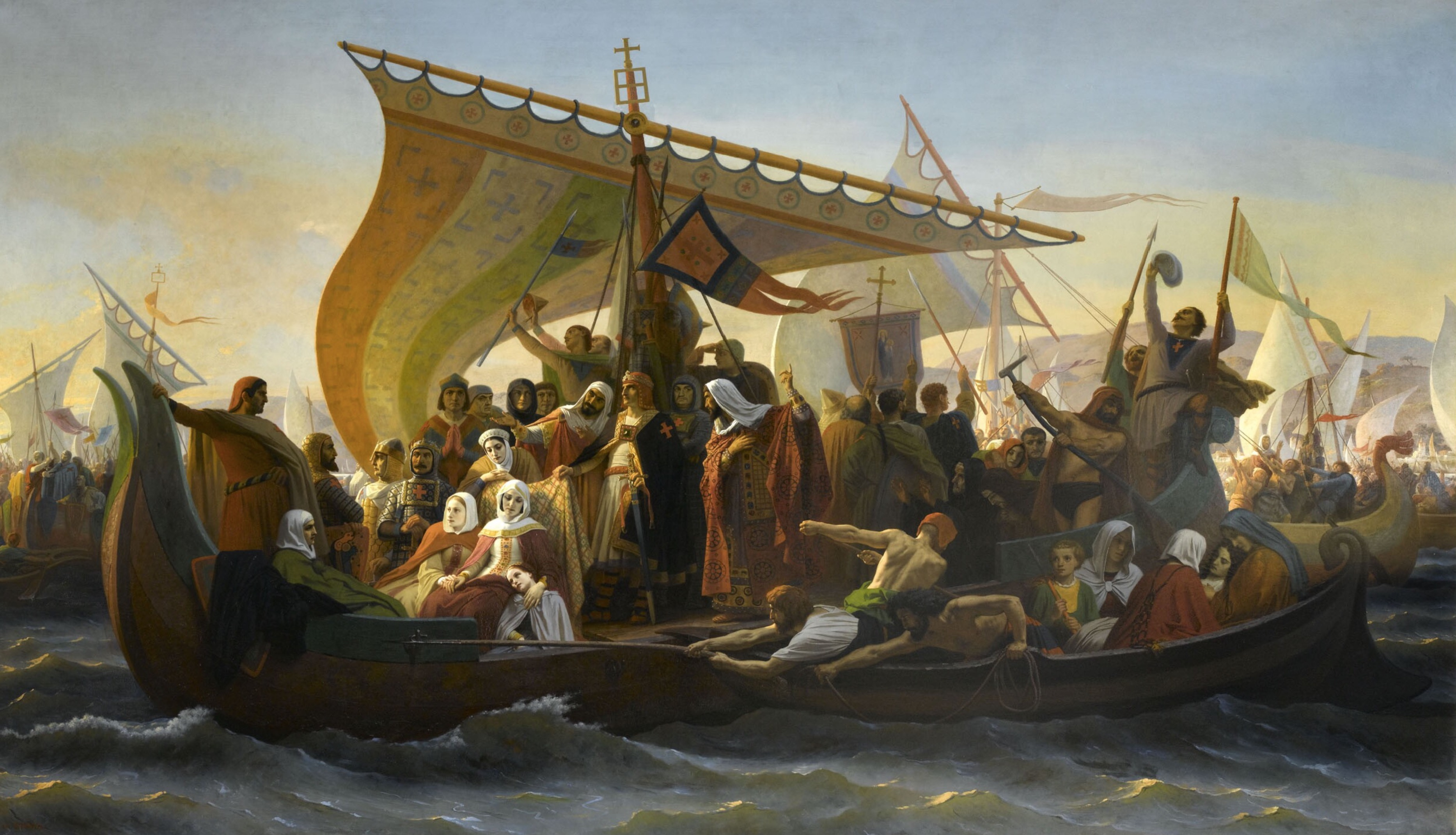
Křižáci na řeckých lodích se přeplavují přes Bospor do Anatolie, romantický obraz z 19. století

Na přelomu let 1096 a 1097 se začaly do Konstantinopole sjíždět první skupiny křižáků ze západní Evropy. Tehdy již bylo zřejmé, že křižáci nemají v úmyslu vstoupit do Alexiova žoldu a v jeho jménu bojovat s Turky, ale dobývat na Blízkém území Palestinu a následně tam založit vlastní panství. Císař se tedy alespoň pokusil křížové výpravy využít ve svůj prospěch a postupně se mu podařilo křižácké vůdce zavázat přísahou, že všechna byzantská území dobytá křižáky budou předána zpět pod císařskou vládu. Naopak křižáci císaři navrhovali, aby se jeho armáda přidala k jejich „svaté válce“, k takovému podniku se však Alexios propůjčit odmítl. Křižákům poskytl pouze menší doprovodné oddíly, průvodce a specialisty na obléhání, zatímco byzantské vojsko se účastnilo pouze těch akcí, které byly přímo v zájmu říše. Jediným společným podnikem se tak stalo pouze obléhání Nikaie, hlavního města rúmských Turků a sultána Kilič Arslana. Byzantinci pro obléhání poskytli své obléhací stroje a flotilu pro obsazení Askánského jezera, čímž se město podařilo zcela odříznout od světa. Město začalo vyjednávat s byzantským velitelem Manuelem Butumitem, který přislíbil Alexiovu velkorysost, pokud se město vzdá a pohrozil, že v případě dalšího odporu Nikaia padne do rukou křižákům. Obránci se rozhodli rychle a 19. června 1097 se Byzantincům vzdali.
Spojenectví mezi Byzantinci a křižáky však bylo velmi křehké a křižáci byli kapitulací města připraveni o svou kořist, navíc zcela nechápali, když se Byzantinci k tureckým obráncům chovají vlídně a za výkupné je propouštějí, což si Evropané vykládali jako zradu a odvolávali své přísahy. Alexios tedy křižáckým velitelům vyplatil odškodné, doutnající rozpor tím byl však pouze utlumen. Křižáci pokračovali ve svém tažení na východ, zatímco Alexios se svou armádou překročil Bospor a vydal se do anatolského vnitrozemí dobývat byzantská území zpět. 1. července křižáci vybojovali drtivé vítězství nad tureckými vojsky v bitvě u Dorylaia, což jim otevřelo cestu do nitra Anatolie. Křižáci se tak postupně zmocnili Sozopole, Filomelionu, Iconia, pisidijské Antiochie, Herakley a Caesary Mazachy Křižáci neměli prostředky ani úmysly tato města držet pro sebe a předávali je Alexiovým zástupcům.

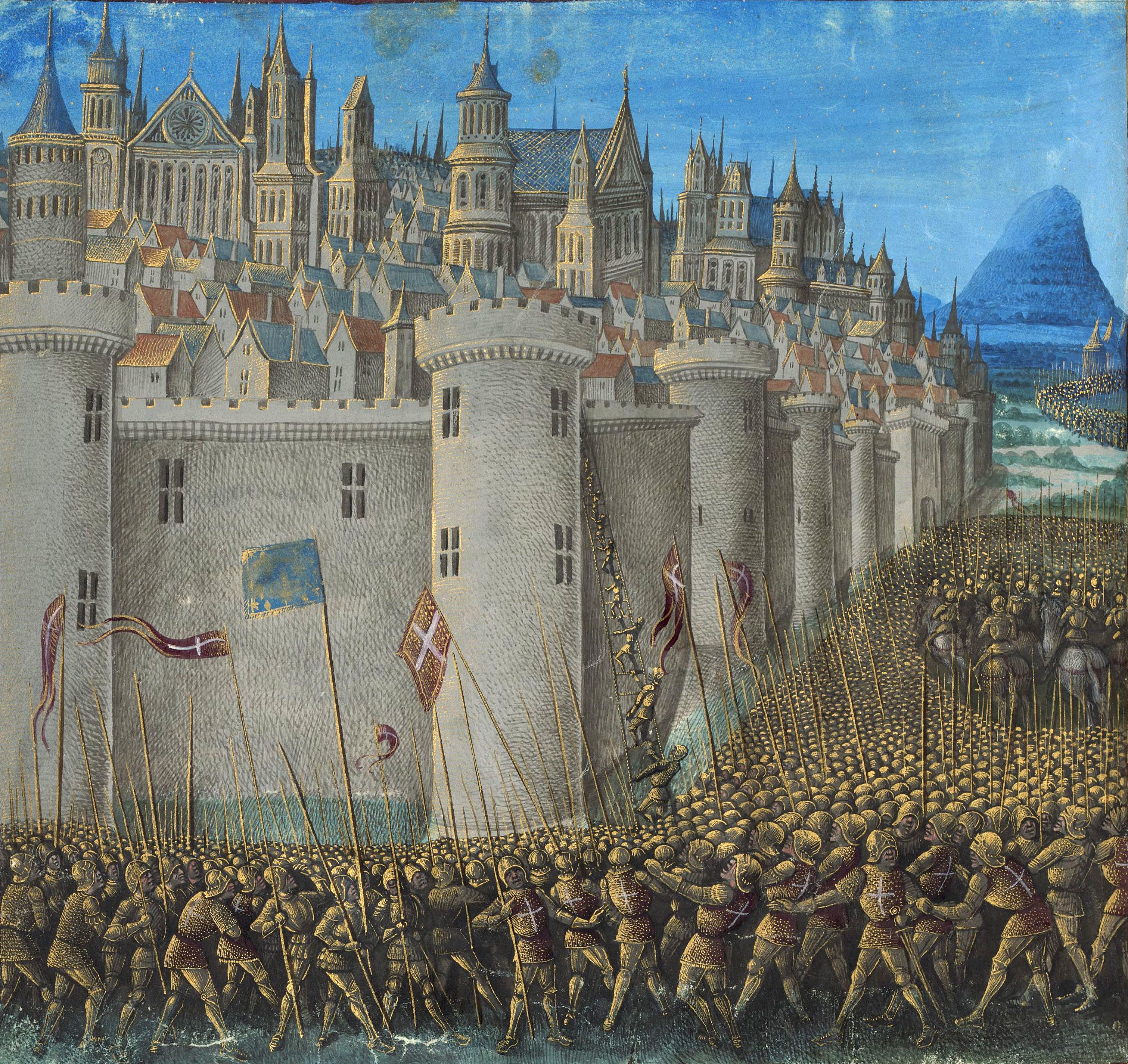
Křižáci obléhají syrskou Antiochii, středověká miniatura

V říjnu 1097 křižáci oblehli syrskou Antiochii a během obléhání se cesty křižáků a Byzantinců jako spojenců rozešly. Byzantské oddíly křižáky opustily, což jen křižáky prohloubilo rozpor mezi Byzantinci a křižáky. Když se jim po dlouhém obléhání podařilo Antiochii konečně obsadit, byli vzápětí obklíčeni tureckou armádou atabega Kerbogy z Mosulu. Hraběti Štěpánu z Blois se však podařilo vyklouznout a dát se na ústup od Antiochie. Po cestě na západ u Filomelionu narazil na armádu císaře Alexia, který táhl k Antiochii křižákům na pomoc. Štěpán však Alexiovi situaci v Antiochii vyložil tak, že Antiochie je ztracena a Alexios tedy záchrannou výpravu musel odvolat a vrátil se do Konstantinopole. Křižáci nakonec Kerbogův nápor ustáli a Antiochii ubránili. Přestože křižáci věděli, že Antiochie ještě nedávno byla součástí Byzantské říše, většina z nich již však odmítala dále respektovat přísahu danou v Konstantinopoli a Antiochii si ponechat. Ačkoliv Alexiovy nároky hájil hrabě Raimond z Toulouse, který si uvědomoval význam přátelských vztahů s Byzancí a doufal, že jej císař jmenuje v Antiochii svým guvernérem, byl jeho názor v menšině. Křižáci se přesto nakonec shodli, že pokud se císař o město přihlásí a dorazí do podzimu, Antiochii mu vydají, jinak si křižáci město přisvojí. Zpět na západ za Alexiem tak vyslali hraběte Huga z Vermandois. Hugo ale císaře zastihl až v Konstantinopoli a s blížící se zimou již bylo pozdě organizovat tažení na východ.
Antiochii nakonec získal normanský válečník Bohemund z Tarentu, který založil Antiochijské knížectví. Císař Alexios, i jeho nástupci, na Antiochii nikdy nerezignovali a toto město se stalo ohniskem napětí mezi Byzancí a křižáckou mocí v Palestině. Již roku 1104 císař Alexios vytáhl na východ, aby Antiochii získal zpět. Bohemund, jehož moc byla porážkou od Turků oslabena a byl navíc z východu ohrožován sultánem Ridvánem z Aleppa, neměl čím by byzantský postup zastavil. Alexios Bohemundovi nechal, podle Anny Komnenovny, vzkázat:
| „                          | Stáhni se z Antiochie a z ostatních měst, jednej podle práva a nevyvolávej další války a útoky proti sobě! | “ |
| — Anna Komnenovna, Alexias | |   |

Bohemund odmítl a rozhodl se pro válku. Alexios rozkázal námořnictvu Antiochii blokovat, ale Bohemundovi se podařilo pomocí lsti vyklouznout a dostat se do Itálie, kde naverboval novou armádu. Zatímco Alexios na východě bojoval jak se sultánem Kilič Arslanem, tak s Antiochií, již hájil Bohemundův synovec Tankred, Bohemund se na podzim 1097 vylodil na Blakáně a napadl byzantský přístav Dyrrhachion. Byzanc se tak ocitla ve válce na dvou frontách. Alexios musel uzavřít příměří s Kilič Arslanem a vrátit se na západ. Nicméně stažení byzantských sil z Anatolie vedl k posílení pozice otřesených Turků, kteří tak přešli znovu do útoku. Seldžuci získali nazpět Caesareu Mazachu a poté i Iconium, které se po ztrátě Nikaie stalo novým hlavním městem Rúmského sultanátu. Přesto díky křížové výpravě Byzanc posílila a rozkládala se opět od Balkánu na západě až do Kilíkie na východě.

## Komnenovská ofenziva: 1118–1176

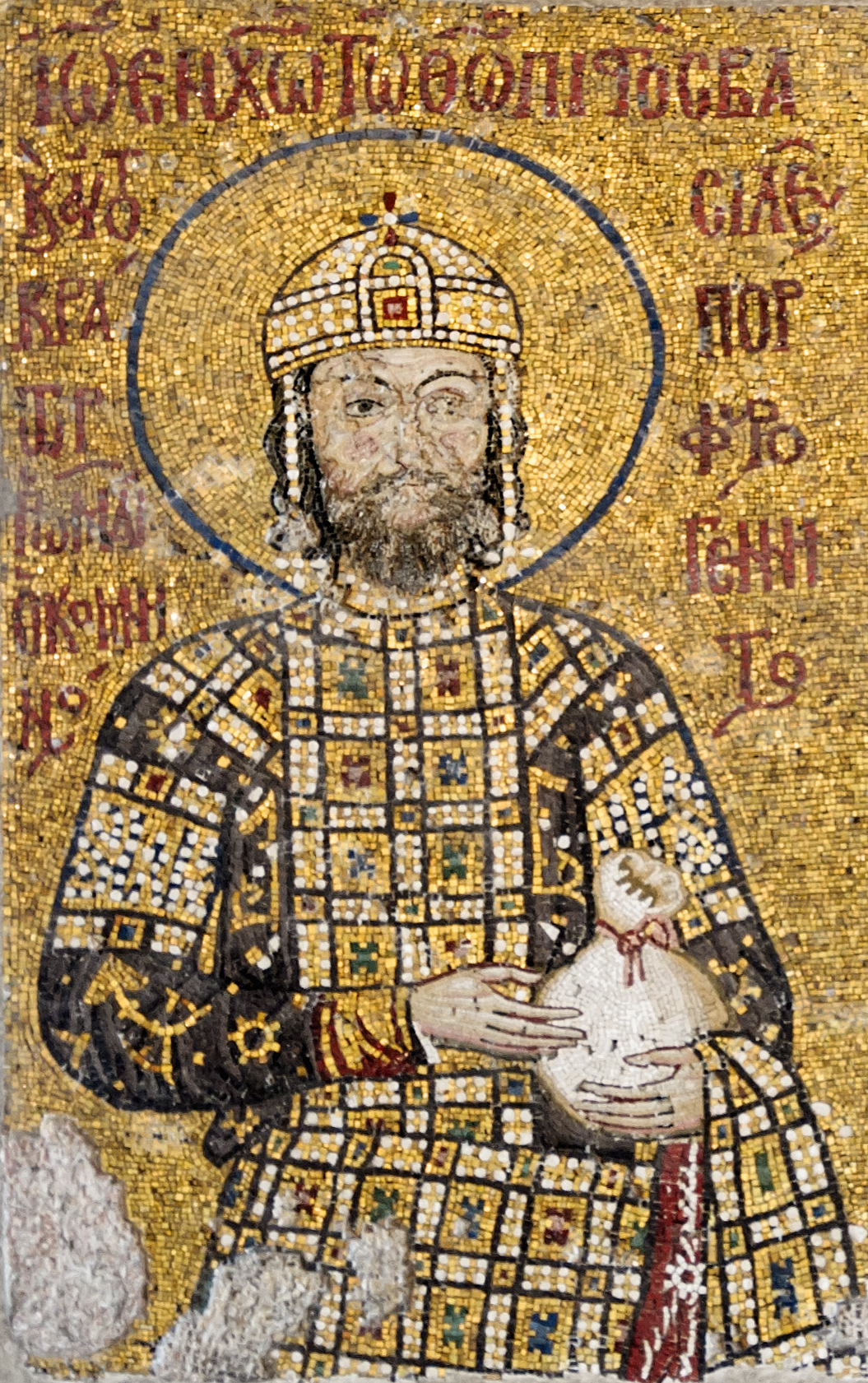
Jan II. Komnenos, největší byzantinský vojenský vůdce od dob Basilea II.

### Jan II.
Po smrti Alexia I. na císařský trůn nastoupil jeho syn Jan II. Seldžučtí Turci byli rozdělení vlastními spory a byli tak zranitelnější. Rúmský sultanát byl zaměstnán válkou se svými někdejšími spojenci danišmendovskými Turky. Jan II. toho byl schopen využít a v polovině 30. let 12. století podnikl řadu vojenských tažení na východ za znovudobytí dalších pozic. Za jeho vlády se Byzanci podařilo turecko-byzantskou linii posunout daleko na východ až k hlavnímu městu Rúmského sultanátu Iconiu. Navzdory Janovým úspěchům však Turci pokračovali v odporu a zůstávali hrozbou. Díky posílení byzantské pozice na východě mohl císař zasahovat i do politiky v Sýrii. Roku 1137 přitáhl k Antiochii a knížete Raimonda z Poitiers donutil k uznání lenní svrchovanosti Byzance nad Antiochijským knížectvím. Poté společně císař s antiochijskou armádou vytáhl na expedici proti mosulskému atabegu Zengímu a jeho spojenci, vládci Aleppa. Aliance napadla město Šajzar, ale na nedostatku spolupráce mezi křižáky a Byzantinci tažení ztroskotalo.
Poté se císař věnoval válkám s Turky v Anatolii. Na přelomu let 1139 a 1140 vytáhl proti Danišmendovcům, napadl Caesareu Mazachu a poté i Neoceasareu, ale ani jedno město se mu nepodařilo dobýt a byl donucen ustoupit. Již roku 1142 se v čele své armády vrátil do Sýrie, kde na Raimondovi z Poitiers požadoval vydání Antiochie. Raimond z Poitiers se snažil získat čas. V březnu 1143 se císař však zranil na lovu a musel se vrátit do Konstantinopole. Jan II. byl smrtelně zraněn a císařem tak byl spěšně korunován jeho nejmladší syn Manuel.
Janova poslední dvě tažení tak mnohem více než tureckou moc v Anatolii oslabila především Armény v Kilíkii.

### Manuel I.
Nový císař Manuel I. sice nastoupil na trůn velmoci, nebyl však schopen dále rozšířit sféru svého vlivu. Naopak seldžucký sultán Kilič Arslan II. začal podmaňovat své danišmendovské nepřátele. Se sultánem Kilič Arslanem císař Manuel uzavřel spojenectví proti Danišmendovcům. Císař za to po sultánovi požadoval část danišmendovského území pro Byzanc, což Kilič Arslan odmítl. Manuel proto postavil velikou armádu a roku 1176 vtrhl na seldžucké území s cílem dobýt Kilič Arslanaovo hlavní město Iconium. Byzantské síly však padly do léčky a byly takřka zničeny. Byzantská kampaň tak zcela ztroskotala Po této porážce, která se vyrovnala bitvě u Mantzikertu, znamenala definitivní konec byzantského velmocenského postavení a říše se dala na cestu pomalého, ale jistého úpadku.
Bitva byla i pro Turky znamenala Pyrrhovo vítězství a oba vládcové, Kilič Arslan II. i Manuel, se po bitvě snažili uzavřít příměří. V následujícím období byzantské oddíly sváděli v Anatolii s Turky menší potyčky, dokonce se jim podařilo zvítězit nad Seldžuky v menší bitvě v údolí řeky Meander. Navzdrory tomuto dílčímu úspěchu, Myriokefalon měl zdaleka nejzávažnější důsledky a oběti – za vlády Manuela Komnena od roku 1176 již Byzantinci nepodnikli žádnou ofenzivu do Anatolie. Pro Seldžuky ovládnutí danišmendovského teritoria znamenalo další vítězství nad sousedy vedoucí k mírové dohodě mezi Manuelem a Kilič Arslanem. Manuel se smlouvou zavázal stáhnout z oblasti svá vojska a strhnout opevnění měst Dorylaion a Sublaion.

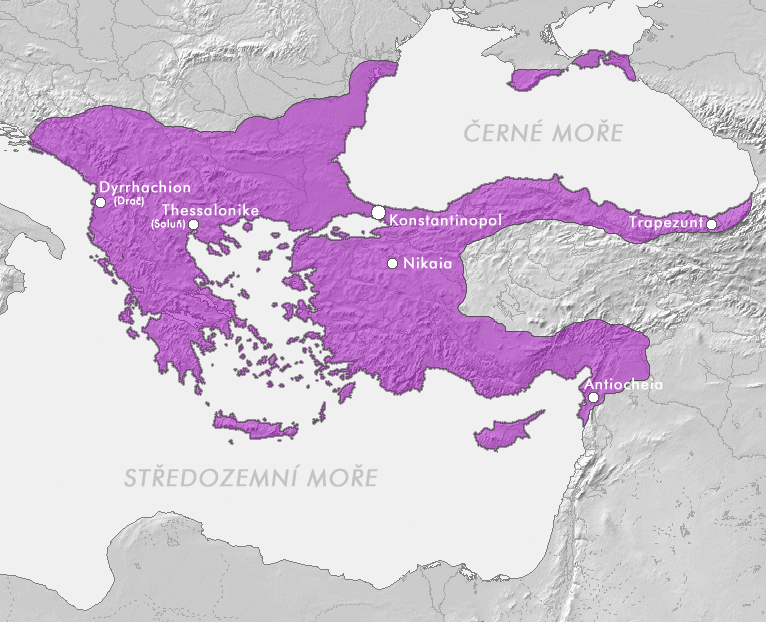
Rozsah Byzantské říše kolem roku 1180

Manuel Komnenos nicméně odmítl smlouvu respektovat a Kilič Arslan si ji pokusil vynutit násilím. Manuel vyslal vojevůdce Jana Vazatza aby seldžucký vpád odrazil. Janu Vazatzovi se Turky podařilo zastavit a v bitvě u Hyelionu a Leimocheiru v údolí Meandru vybojovat vítězství; bitva se stala signálem, že byzantská armáda zůstala silná a byzantský systém obrany západní Anatolie úspěšný. Po vítězství na Meandru Manuel osobně vytáhl s malou armádou, aby vyhnal Seldžuky z Panasia a Lacearia, jižně od Cotyaia. Ale již roku 1178 byli Byzantinci po setkání s tureckými silami u Charaxu donuceni ustoupit, zatímco Turkům se podařilo získat značnou kořist na dobytku. O rok později Turci oblehli město Klaudiopolis v Bithýnii, což Manuela donutilo vytáhnout s malou jednotkou jezdců na záchranu města a až ke konci roku 1180 se císaři podařilo nad Turky zvítězit.
Nekončící konflikt a válečná tažení se podepsaly na Manuelově zdraví; roku 1180 vážně onemocněl a 24. září zemřel. Rovnováha sil mezi oběma mocnostmi se začala postupně přesouvat na stranu Turků. Po smrti Manuela se v zemi ujala moci císařovna v zastoupení nezletilého Alexia II. Nestabilní režim ale zakrátko padl a v zemi zavládla anarchie, čehož využili východní sousedé, aby uchvátili další byzantská území v západní Anatolii.

## Úpadek Byzance: 1180 – 1308

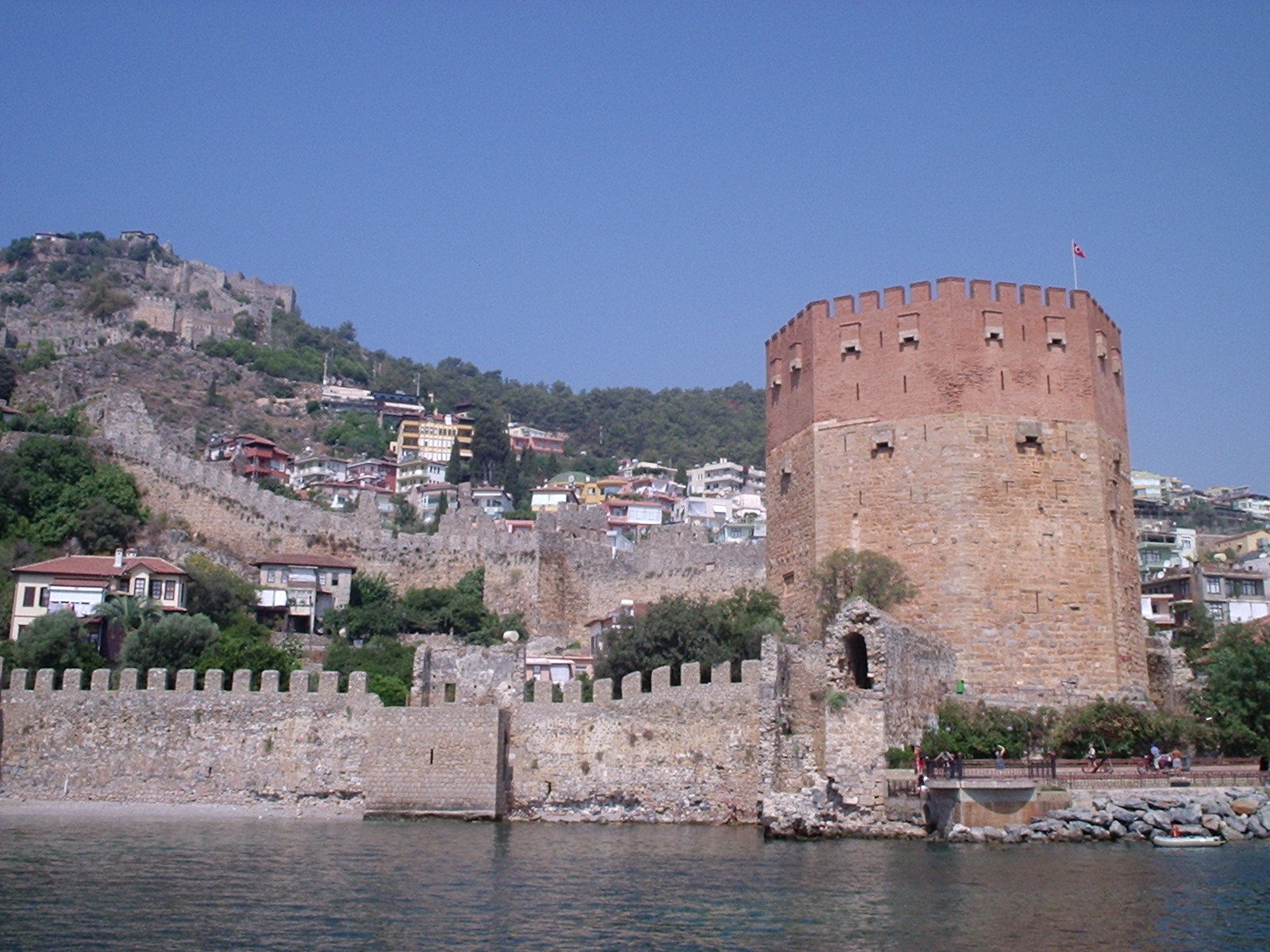
Kızıl Kule – Rudá věž postavená seldžuckým sultánem Aládínem Kejkubádem v Alanyi kolem roku 1226

Roku 1183 byl svržen císař Alexios II. i jeho matka, císařovna Marie a na trůn dosedl Andronikos I. Jeho vláda se vyjadřovala velkou krutostí a jeho pokusy o další militarizaci země vedly k jeho svržení, mučení, oslepení a 3 dny trvajícím veřejném lynči a smrti v hipodromu Konstantinopole roku 1185. Mezitím se seldžucký sultán Arp Arslan zmocnil i dalších měst v Anatolii, Sozopole, Ankary a Herekley.
Po svržení Andronika Komnena Byzanci vládlo v letech 1185–1204 několik slabých císařů, kteří zcela selhali v obraně východních hranic říše. Slabost vlády v Konstantinopoli také vedla roku 1180 k osamostatnění Antiochijského knížectví z byzantského vazalství a roku 1187 s nástupem Leona II. i Arménského knížectví.

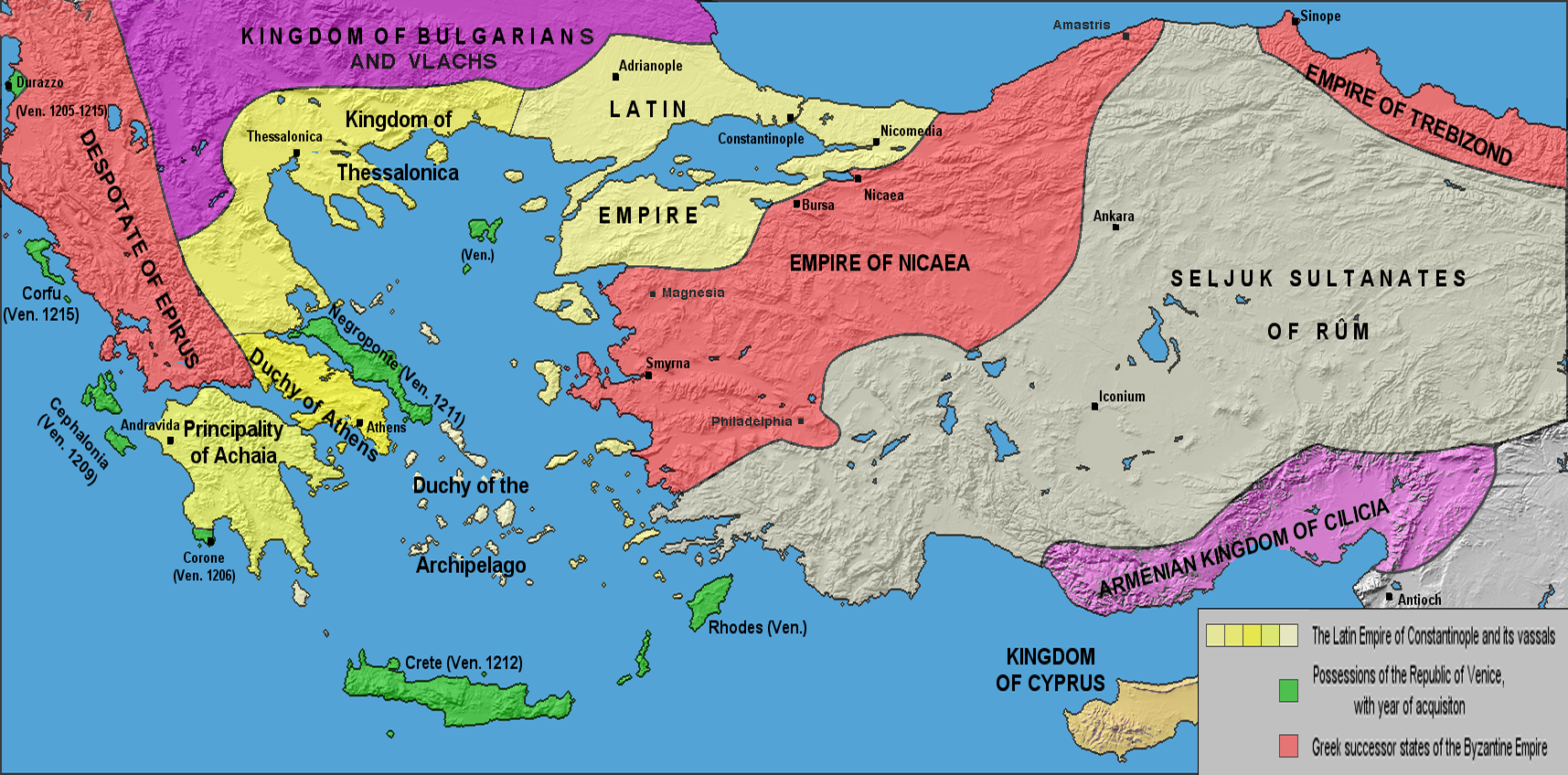
Křižácké státy v Řecku a byzantské nástupnické státy s Rúmským sultanátem v Anatolii

Mezitím v Palestině zahájil ofenzivu proti křižáckým státům sultán Saladin, kterému se roku 1187 podařilo křižáky zničit v bitvě u Hattínu a následně dobýt Jeruzalém, což v dalších letech vyvolalo vyhlášení třetí křížové výpravy. Třetí křížová výprava však jak pro Byzantskou říši, tak pro Svatou říši římskou znamenala ztracenou šanci na zisk nějakých významných územích zisků na Blízkém východě. Byzantský císař Izák II. nejprve uzavřel spojenectví se Saladinem, a slíbil zadržet postup německé armády přes Balkán. Poté byl ale donucen Fridrichu Barbarossovi umožnit průchod přes území říše a když Němci získali hlavní město Rúmského sultanátu Iconium, nedokázal to zužitkovat ve prospěch Byzance jako náhradu za ztráty u Myriokefalu.
Pro říši obklíčenou nepřáteli rostla i hrozba dobytí i hlavního města Konstantinopole, což se nakonec roku 1204 stalo, když Konstantinopol dobyla evropská vojska čtvrté křížové výpravy. Rozbití jednotné Byzance na čtyři křižácké státy a tři státy pod vládou byzantských aristokratů v exilu oblast uvrhlo do další éry chaosu a válek. Rúmští Seldžuci vedení novým sultánem Kai Chosrauem I. využili situace a roku 1207 napadli přístavní město Antalaya a odtrhli ho od slabého Nikájského císařství. Ale již roku 1210 se situace obrátila a sám sultán byl zabit v menší druhé bitvě v údolí Meanderu, čímž se uklidnila situace na východních hranicích Nikájského císařství. Ve 13. století začali na Blízký východ pronikat Mongolové a roku 1243 mongolská invaze zlomila seldžuckou moc v Anatolii. O tři roky později zemřel mladý sultán Kai Chosrau II. a na trůn nastoupili jeho tři synové. Občanské nepokoje, které následně vypukly v sultanátu uvolnily ruce Nikájskému císařství, aby roku 1261 císař Michael VIII. Palailogos znovudobyl Konstantinopol od latinského císaře Balduina II. Roku 1283 v sultanátu propukla občanská válka a roku 1308 se Rúmský sultanát rozpadl. Iconia se posléze zmocnili karamanští Turci. Konec Rúmského sultanátu neznamenal konec války mezi Turky a Byzancí; vzrůstající moc rúmského šlechtice jménem Osman I., jehož jméno dalo název celé dynastii i jeho říši znamenala klíčící válku mezi Byzantskou o Osmanskou říší, která nakonec přinesla zkázu Byzantské říši i Seldžukům a muslimské panství rozkládající se v Anatolii.

## Důsledky
Válka Seldžuků s Byzancí měla dalekosáhlé důsledky. Blízký východ byl po dlouhou dobu pod nadvládou Byzantské říše a Fátimovského Egypta, ale již koncem 13. století ani jeden z těchto států nebyl mocností; Fátimovci v Egyptě byli svrženi a nahrazeni nejprve Saladinovým rodem Ajjúbovců a později vládou mamlúků, zatímco moc Byzantské říše byla zlomena Seldžuky. V nadcházejícím konfliktu mezi Turky a mamlúky se převaha přesunula ve 14. století na stranu mamlúků, ale následně v 15. a 16. století na stranu osmanských Turků, kteří dobyli Mamlúcký sultanát v Egyptě. Křesťanské státy již nikdy neměly na Blízkém východě hrát významnější vojenskou a politickou úlohu. Jak se Turci trvale usazovali na dobytých územích, místní nemuslimskou populaci časem konvertovali k islámu a tím i snížili šance na další křesťanský vpád.
Válka a dobytí Palestiny Turky poskytly záminku západnímu křesťanstvu k vyhlášení křížových výprav na Východ. Křižákům se podařilo ve Svaté zemi vytvořit čtyři křižácké státy balancující mezi sunnitskou Sýrií, šíitským Egyptem a Byzancí. Ale politické i vojenské konflikty s Byzancí vedly k oslabení jak pozic křižáků, tak Byzantinců.

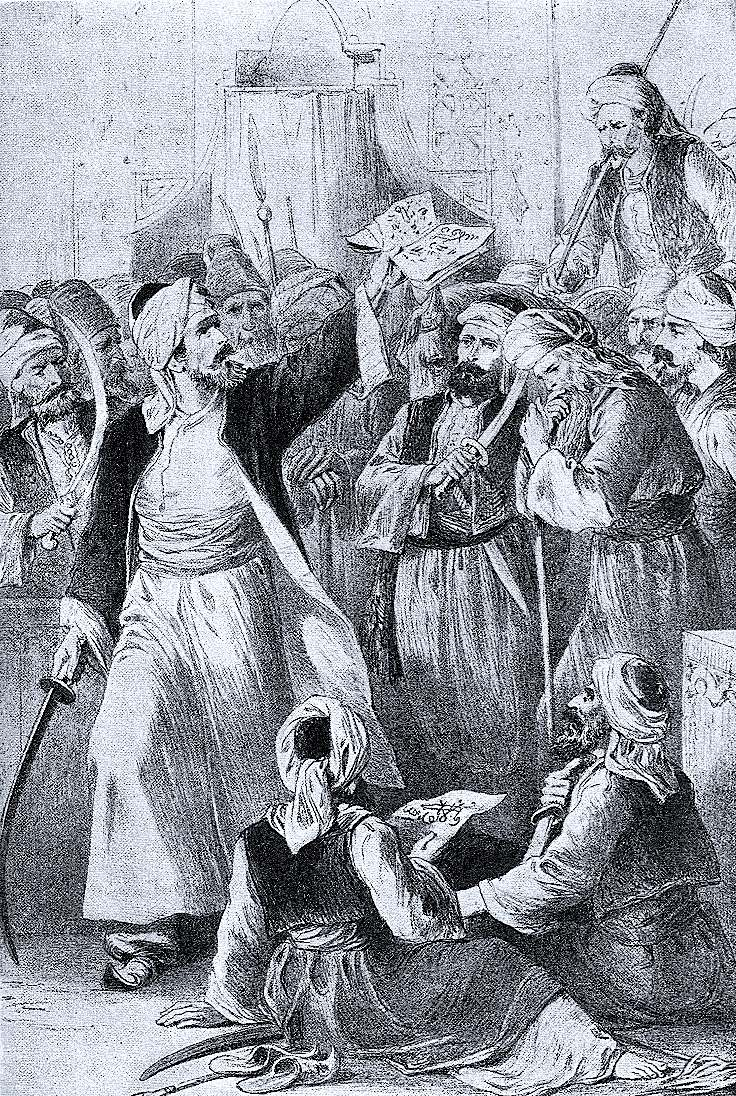
Sultán Osman I. vede do bitvy turecké ghází bojovníky

Pro Turky to znamenalo novou etapu jejich mocenského postavení. Navzdory útokům křižáků z latinské Konstantinopole ze západu i Mongolů a kvarismanských Turků z východu, anatolští Turci pomalu upevňovali svou velmocenskou pozici, jíž plně dosáhli za vlády osmanských sultánů. Vzestup osmanské dynastie se datuje do doby pádu Rúmského sultanátu a rozdělení Byzantské říše. Politické vakuum vzniklé v Anatolii usnadnilo cestu jednomu z rúmských šlechticů, Osmanu I. Přítomnost křižáckých států na Peloponésu a vzestup Bulharů a jejich neustálé nájezdy na byzantské území velmi ztěžovalo zásahy proti Turkům v Anatolii. V době, kdy jíž byli Byzantinci donuceni žádat o vojenskou pomoc Osmanskou říši proti bulharskému nebezpečí, čímž Turci dostali příležitost k průniku také na evropské území. Blízké sousedství osmanského sultána Bejlika zajišťovala, že konečný střet mezi Osmanskou říši a Byzancí se stal nevyhnutelný. V Konstantinopoli zatím byla aristokracie nejednotná, mnozí se přimlouvali za pomoc ze Západu, jiní byli ochotni akceptovat osmanskou nadvládu, což vedlo k občanským válkám. Zbytky Byzantské říše zatím balancovaly mezi jedním osmanským obléháním za druhým až do konečného pádu Konstantinopole roku 1453.